# Johannes Ercan
Johannes Ercan, född 2 maj 2000, är en svensk fotbollsspelare som spelar för United IK Nordic.

## Karriär
Ercan spelade som junior för AIK. Han gick därefter över till Syrianska FC. Ercan tävlingsdebuterade den 24 augusti 2016 mot Ytterhogdals IK i den andra omgången av Svenska cupen 2016/2017.
Ercan debuterade i Superettan den 25 juni 2017 i en 3–1-förlust mot Falkenbergs FF, där han blev inbytt i den 89:e minuten mot George Makdessi. Den 17 februari 2018 gjorde han sitt första tävlingsmål i en 2–1-förlust mot AIK i Svenska cupen.
Den 4 september 2019 blev Ercan avstängd i två år för matchfixning. Inför säsongen 2021 blev Ercan klar för spel i division 2-klubben United IK Nordic.

## Karriärstatistik
| Klubb              | Säsong             | Liga                      | Liga    | Liga | Svenska cupen | Svenska cupen | Totalt  | Totalt |
| Klubb              | Säsong             | Division                  | Matcher | Mål  | Matcher       | Mål           | Matcher | Mål    |
| ------------------ | ------------------ | ------------------------- | ------- | ---- | ------------- | ------------- | ------- | ------ |
| Syrianska FC       | 2016               | Superettan                | 0       | 0    | 1             | 0             | 1       | 0      |
| Syrianska FC       | 2017               | Superettan                | 3       | 0    | 0             | 0             | 3       | 0      |
| Syrianska FC       | 2018               | Division 1 Norra          | 10      | 0    | 4             | 1             | 14      | 1      |
| Syrianska FC       | 2019               | Superettan                | 0       | 0    | 0             | 0             | 0       | 0      |
| Syrianska FC       | Totalt             | Totalt                    | 13      | 0    | 5             | 1             | 18      | 1      |
| United IK Nordic   | 2021               | Division 2 Södra Svealand | 25      | 2    | 0             | 0             | 25      | 2      |
| United IK Nordic   | 2022               | Division 2 Södra Svealand | 16      | 3    | 0             | 0             | 16      | 3      |
| United IK Nordic   | 2023               | Ettan norra               | 0       | 0    | 0             | 0             | 0       | 0      |
| United IK Nordic   | Totalt             | Totalt                    | 41      | 5    | 0             | 0             | 41      | 5      |
| Totalt i karriären | Totalt i karriären | Totalt i karriären        | 54      | 5    | 5             | 1             | 59      | 6      |